# Спрингдејл (Њу Џерзи)
Спрингдејл (енгл. Springdale) насељено је место без административног статуса у америчкој савезној држави Њу Џерзи.

## Демографија
По попису из 2010. године број становника је 14.518, што је 109 (0,8%) становника више него 2000. године.
| Група             | 2000.          | 2010.          |
| Белци             | 12.492 (86,7%) | 11.779 (81,1%) |
| Афроамериканци    | 346 (2,4%)     | 509 (3,5%)     |
| Азијати           | 1.302 (9,0%)   | 1.662 (11,4%)  |
| Хиспаноамериканци | 176 (1,2%)     | 337 (2,3%)     |
| Укупно            | 14.409         | 14.518         |